# T. P. Meenakshisundaram
Thenpattinam Ponnuswamy Meenakshisundaram (Tamil தெ. பொ. மீனாட்சிசுந்தரம்; * 8. Januar 1901 im Distrikt Chengalpattu, Präsidentschaft Madras, Britisch-Indien; † 27. August 1980; auch bekannt als Te Po Meenkshisunadaranar) war ein indischer Gelehrter sowie tamilisch- und englischsprachiger Schriftsteller. Er war Gründungsrektor der Madurai Kamaraj University.

## Leben
Meenakshisundaram wurde 1901 in Thenpattinam im damaligen Distrikt Chengalpattu der Präsidentschaft Madras geboren als Sohn von S. Ponnusami Gramani. Er studierte am Pachaiyappa’s College und erwarb dort 1920 den Bachelor of Arts, 1922 den Bachelor of Laws, 1923 den Master of Arts der Geschichte sowie den wirtschaftlichen Abschluss. Nachdem er 1923 seine Karriere als Rechtsanwalt begonnen und 1924 im Madras Corporation Council gedient hatte, wurde er von 1954 bis 1958 Professor für Tamil an der Annamalai University sowie bis 1961 am Presidency College in Chennai. Er war Leiter des Center for Advanced Study in Dravidian Linguistics der Annamalai University und wurde 1966 zum Gründungsrektor der Madurai Kamaraj University ernannt, eine Stellung, die er bis 1971 innehatte.
Meenakshisundaram verfasste mehrere Bücher auf Tamil und Englisch. Er ist meist bekannt für seine Anwürfe des Tirukkural, die 1919 auf Englisch veröffentlicht wurden, sowie Philosophy of Tiruvalluvar, A history of Tamil Language, A history of Tamil Literature und Aesthetics of the Tamils. Er erhielt mehrere Auszeichnungen, u. a. den Tamil Nadu Sahitya Akademi Award (1975) sowie Ehrendoktorwürden der Madurai Kamaraj University (1967), der University of Colombo (1973) und der Annamalai University (1976). Zudem wurde ihm 1977 durch die Regierung Indiens der Padma Bhushan, der dritthöchste indische Zivilorden, für seinen Beitrag an der Literatur und der Bildung, verliehen.
Meenakshisundaram starb mit 79 am 27. August 1980. Nach seinem Tod wurde der Dr. T. P. Meenakshisundaram Endowment Prize von der Madurai Kamaraj University zu seinen Ehren eingerichtet.

## Werke (Auswahl)
- T. P Meenakshisundaram: Philosophy of Tiruvalluvar. Madurai University, 1969 (englisch, 159 S.).
- T. P Meenakshisundaram: A history of Tamil Language. Deccan College, Post-graduate and Research Institute, 1965, OCLC 5228059 (englisch, 236 S.).
- T. P Meenakshisundaram: A history of Tamil Literature. Annamalai University, 1965, OCLC 4825530 (englisch, 211 S.).
- T. P Meenakshisundaram: A esthetics of the Tamils. University of Madras, 1977, OCLC 8280976 (englisch, 23 S.).